# Dunkler Korallen-Milchling
Der Dunkle Korallen-Milchling (Lactarius romagnesii) ist eine Pilzart aus der Familie der Täublingsverwandten (Russulaceae). Es ist ein mittelgroßer bis großer Milchling mit einem fast schwarzbraunen, runzeligen Hut und entfernt stehenden, breiten, creme- bis ockergelben Lamellen. Das Fleisch läuft im Anschnitt rosa-lachsfarben an und schmeckt mehr oder weniger mild. Seine Milch aber bleibt ohne Kontakt zum Fleisch unverändert weiß. Der Milchling wächst hauptsächlich in neutralen bis kalkreicheren Buchenwäldern. Er wird auch Dunkelbrauner Buchen-Milchling oder Schwarzbrauner Milchling genannt.

## Merkmale

### Makroskopische Merkmale
Der Hut ist 5–8 (11) cm breit, jung gewölbt, später abgeflacht und in der Mitte niedergedrückt. In der Hutmitte hat er bisweilen einen angedeuteten Buckel. Im Alter ist der Hut trichterförmig vertieft und nicht selten wellig verbogen. Die Oberfläche ist glatt, matt bis feinsamtig und jung satt tabak- bis dunkel schwarzbraun gefärbt und oft rotbraun bis weinrötlich getönt. Später ist der Hut blasser und stellenweise heller gefleckt. Der Rand ist glatt und mitunter im Alter angedeutet gerieft.
Die entfernt stehenden, ziemlich breiten Lamellen sind jung cremefarben und später dunkelocker gefärbt. Sie sind nicht oder nur spärlich gegabelt und ausgebuchtet bis breit am Stiel angewachsen oder laufen leicht daran herab. Das Sporenpulver ist ockerfarben und leicht rötlich getönt.
Der zylindrische und zur Basis hin bisweilen etwas verjüngte Stiel ist 4–8 (10) cm lang und 1–2,5 (3) cm breit. Er ist anfangs voll, wird aber bald hohl. Die Oberfläche ist glatt, rauchbraun und an der Spitze und der Basis meist heller bis weißlich gefärbt.
Das ziemlich feste Fleisch ist cremefarben bis ockerlich gefärbt und läuft im Anschnitt nach etwa einer Stunde rosa- bis lachsrot an. Es riecht schwach nach Eichen-Milchling oder Schellfisch und schmeckt erst mild, dann bitter bis schärflich. Die weiße und mehr oder weniger mild schmeckende Milch bleibt ohne Kontakt zum Fleisch unverändert weiß.

### Mikroskopische Merkmale
Die Sporen sind rund bis breit elliptisch und durchschnittlich 8,0–8,7 µm lang und 7,0–7,4 µm breit. Der Q-Wert (Quotient aus Sporenlänge und -breite) ist 1,0–1,2. Das Sporenornament wird bis 2,5 µm hoch und besteht aus wenigen, meist unregelmäßigen und verlängerten Warzen sowie aus mehr oder weniger verzweigten Rippen, die nur spärlich netzartig verbunden sind. Der Hilarfleck ist manchmal außen amyloid.
Die schlankkeuligen, meist 4-sporigen Basidien sind 45–65 µm lang und 10–13 µm breit. Pleurozystiden und Makrozystiden fehlen. Die Lamellenschneiden sind steril und mit zahlreichen, vielgestaltigen Parazystiden besetzt, die 40–80 µm lang und 5–9 µm breit sind. Sie sind hyalin und an ihrer Spitze ziemlich dickwandig.
Die Huthaut (Pileipellis) ist ein 80–120 µm dickes Hymenoepithelium aus aufrechten und vorstehenden, zylindrischen bis keuligen 15–40 µm langen und 4–7 µm breiten Hyphenenden. Die Subpellis ist pseudoparenchymatisch und besteht aus mehr oder weniger rundlichen, 10–39 µm breiten Zellen, die meist kettenförmig aneinandergereiht sind. Die Zellen in der obersten Schicht enthalten ein intrazelluläres Pigment.

## Artabgrenzung
Der nah verwandte Pechschwarze Milchling (Lactarius picinus) sieht recht ähnlich aus, wächst aber in Bergnadelwäldern und hat meist noch einen dunkler gefärbten Hut.
Sehr ähnlich ist auch der Rußfarbenen Milchling (Lactarius fuliginosus). Nicht umsonst wurde der Dunkle Korallen-Milchling 1928 vom dänischen Mykologen J. E. Lange als Lactarius fuliginosus forma speciosus beschrieben. Beide Arten kommen an vergleichbaren Standorten vor und können nur mikroskopisch wirklich sicher voneinander unterschieden werden. Während die Sporen des Rußfarbenen Milchlings netzartig ornamentiert sind und das Sporenornament höchstens bis zu 1,5 µm hoch ist, hat der Dunkle Korallen-Milchling Sporen dessen Warzen und Rippen bis 2,5 µm hoch werden. Auch die Huthaut der beiden Arten ist etwas verschieden aufgebaut. In der Natur kann man den Dunklen Korallen-Milchling am besten daran erkennen, dass seine Milch beim Berühren gummiartige Fäden zieht.

## Ökologie
Der Dunkle Korallen-Milchling ist ein Mykorrhizapilz der in Laubwäldern, besonders in Buchenwäldern auf neutralen bis mäßig basen- und nährstoffreichen Böden wächst. Die Fruchtkörper erscheinen einzeln bis gesellig von Juli bis September.

## Verbreitung

Verbreitung des Dunklen Korallen-Milchlings in Europa.
Legende:
grün = Länder mit Fundmeldungen
weiß = Länder ohne Nachweise
hellgrau = keine Daten
dunkelgrau = außereuropäische Länder

Der Dunkle Korallen-Milchling wurde in Nordamerika (USA, Kanada) und Europa nachgewiesen. Der seltene Täubling ist überwiegend in West- (Frankreich, Belgien und England) und Mitteleuropa verbreitet. Der an kalkreichere Buchenwälder gebundene Milchling kommt nur im äußersten Süden von Skandinavien vor und erreicht in Norddänemark die Nordgrenze seines Verbreitungsgebiets. Der Milchling ist in Deutschland und der Schweiz selten.

## Systematik
Die Art wurde erstmals 1928 durch den dänischen Mykologen J.E. Lange als Lactarius fuliginosus f. speciosus, also als bloße Form des Rußfarbenen Milchling, beschrieben. 1949 beschreibt Romagnesi das Taxon als Varietät des Pechschwarzen Milchling (Lactarius picinus var. speciosus), bevor er ihn 1956 erstmals unter dem Namen L. speciosus als eigenständige Art beschrieb. Dabei verstieß er aber gegen den Artikel 53.1 des ICBNs, der besagt, dass ein Artname illegitim ist, wenn er genau so geschrieben wird wie ein älterer Name, der sich auf einen anderen Typus gründet und der zuvor gültig veröffentlicht wurde. In diesem Fall ist es Lactarius speciosus Burl., ein Milchling, der 1908 durch G. Burlingham beschrieben wurde. Schließlich wurde der Milchling 1979 von M. Bon als Lactarius romagnesii gültig beschrieben. 2008 stufte ihn A. Favre als Lactarius ruginosus var. speciosus zur Varietät des Hellen Korallen-Milchlings herab, sodass der Milchling nun insgesamt vier verschiedenen Arten innerhalb der Sektion Plinthogali zugeordnet wurde. Dies macht deutlich wie nah verwandt und wie ähnlich die Arten innerhalb dieser Sektion sind.
Auch bei L. fuliginosus im Sinne von Neuhoff (1956) handelt es sich teilweise um den Dunklen Korallen-Milchling und auch L. ruginosus im Sinne von Wilhelm (1984) entspricht dieser Art.

### Infragenerische Systematik
Bon stellt den Dunklen Korallen-Milchling in die Sektion Fuliginosi, während ihn M. Basso und Heilmann-Clausen in die Sektion Plinthogali stellen, die aber der Sektion Fuliginosi entspricht. Die Vertreter der Sektion haben milchkaffeebraune, braune bis rußig schwarzbraune, nicht selten gerunzelte Hüte. Die Hyphenenden der Hutdeckschicht stehen palisadenförmig nebeneinander, sodass die Hutoberfläche feinsamtig erscheint. Das Fleisch und/oder die Milch verfärben sich rosa bis rötlich braun, das Sporenpulver ist ockerfarben.

## Bedeutung
Trotz seines überwiegend milden Geschmacks wird der Milchling meist als ungenießbar bezeichnet.